# JF (паровоз)
JF (кит. трад. 解放, пиньинь: JieFang, палл.: Джефан (Освобождение)).Первые локомотивы типа были первоначально использовался императорской Японии на материке Азии, первые 20 единиц были построены ALCO (США) в 1918 году, позже почти 2000 машин были построены в Японии и на заводе Shahekou (Далянь, на севере Китая ) для использования в оккупированной Маньчжурии и Корее. После образования Китайской Народной Республики более 400 локомотивов были изготовлены в Китае для внутреннего использования, производство их прекратилось в 1960 году, некоторые локомотивы эксплуатировались до конца 20-го века.

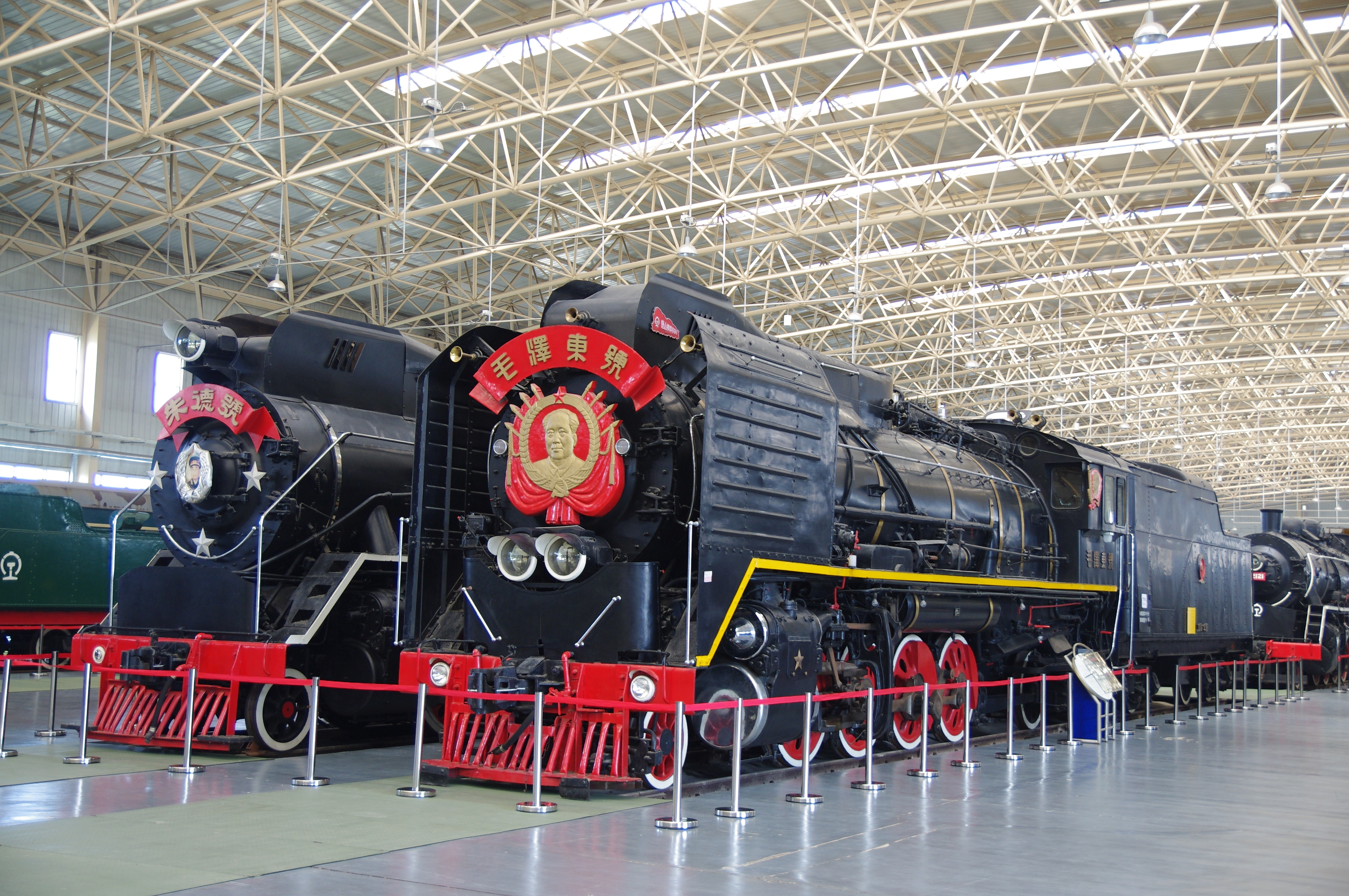
JF304 и JF1191 в Китае железнодорожный музей

## Основные данные
- Страна постройки: КНР
- Годы постройки: 1918—1945, 1952—1960
- Всего построено ~2000 (1918-45), 455 (1952-60)
- Ширина колеи: 1435 мм
- Конструкционная скорость: 80 км/ч

## Технические данные
- Осевая формула: 1-4-1
- Длина паровоза: 22,634 м
- Служебный вес паровоза: 103,85 т, 94,10 т